# Zach Sullivan
Zach Sullivan (* 14. Juli 1994 in Redhill, England) ist ein britischer Eishockeyspieler, der seit 2019 beim Manchester Storm in der Elite Ice Hockey League unter Vertrag steht.

## Karriere
Zach Sullivan begann seine Karriere als Eishockeyspieler im Nachwuchsbereich der Invicta Dynamos aus Gillingham, für deren Herrenmannschaft er bereits als 12-Jähriger ein Spiel in der National Ice Hockey League, der dritthöchsten Leistungsstufe im Vereinigten Königreich, absolvierte. 2007 wechselte er nach Swindon, wo er drei Jahre lang für verschiedene Nachwuchsteams auflief. In dieser Zeit wurde er 2009 zum U15 All-Star der English Ice Hockey Association gewählt. 2010 kehrte er zu seinem Stammverein zurück und spielte für diesen nun regulär in der National Ice Hockey League, wurde aber 2010/11 auch von Guildford Phoenix in der englischen U18-Liga und 2011/12 von den Slough Jets in der English Premier Ice Hockey League, der zweithöchsten britischen Spielklasse, eingesetzt. Mit den Jets gewann er 2012 die Playoffs der EPIHL. Zuvor war er 2011 zum U17 All-Star und zum wertvollsten Spieler der U17-Conference der English Ice Hockey Association gewählt worden. 2012 wechselte zu Basingstoke Bison und konnte mit dem Klub 2014 erneut die EPIHL-Playoffs und zudem auch English Premier Ice Hockey Cup gewinnen, er selbst wurde in das All-Star Second Team der Liga gewählt. Nach diesen Erfolgen verpflichtete ihn der schottische Braehead Clan aus der Elite Ice Hockey League, der britischen Top-Liga, wo er von 2014 bis 2019 spielte. 2015 und 2016 wurde er zum Young British Player of the Year gewählt. Nachdem er den Sommer 2019 bei den Canterbury Red Devils in der New Zealand Ice Hockey League verbracht hatte, schloss er sich dem Manchester Storm an, wo er seither spielt.

### International
Für Großbritannien nahm Sullivan im Juniorenbereich zunächst an der U18-Weltmeisterschaft der Division II 2012 teil. Mit der U20-Auswahl der Briten spielte er bei den Juniorenweltmeisterschaften 2012, 2013 und 2014 jeweils in der Division I.
Mit der britischen Herren-Nationalmannschaft nahm er erstmals an der Weltmeisterschaft 2018 teil, als den Briten erstmals seit dem Abstieg bei den Welttitelkämpfen 1994 wieder die Rückkehr in die Top-Division gelang.

## Erfolge und Auszeichnungen
- 2009 U15 All-Star der English Ice Hockey Association
- 2011 U17 All-Star und wertvollster Spieler der U17-Conference der English Ice Hockey Association
- 2012 Playoffmeister der English Premier Ice Hockey League mit den Slough Jets
- 2014 Playoffmeister der English Premier Ice Hockey League mit Basingstoke Bison
- 2014 Gewinn des English Premier Ice Hockey Cups mit Basingstoke Bison
- 2014 All-Star Second Team der English Premier Ice Hockey League
- 2015 Young British Player of the Year
- 2016 Young British Player of the Year
- 2018 Aufstieg in die Top-Division bei der Weltmeisterschaft der Division I, Gruppe A

## Statistik
(Stand: Ende der Saison 2023/24)